# La abuela (novela)
La abuela (Checo: Babička) es una novela escrita por la escritora checa Božena Němcová en 1855. Es su trabajo más popular y es reconocido como una obra clásica de la literatura checa. Fue publicada más de trescientas veces solamente en el lenguaje checo y traducida a otros 21 idiomas. Se desarrolla en el siglo XIX, en un valle llamado Staré bělidlo.
Aunque fue escrito durante el Realismo, el cuento idealiza demasiado la vida del campo, las relaciones interpersonales y los caracteres de los personajes. Intenta demostrar la gente checa cariñosa y las relaciones armónicas. Es muy patriótico, destaca lo checo (la abuela nunca ha aprendido el alemán) y el folclore popular. Como Němcová escribió el libro en la época más dura en su vida, después de la muerte de su hijo, querría acordarse de su infancia poética e idílica, por tanto podemos identificarla con el personaje de la chica joven Barunka. 

## Resumen
La obra está dividida en dos planos importantes. Por un lado se dedica a la descripción de la vida en el campo, de las costumbres populares, del folclore checo. Narra las actividades cotidianas de la abuela con muchos detalles. La abuela educa a sus nietos para que sean trabajadores, para que vivan en armonía con la naturaleza y que amen a su patria. Por otro lado desarrolla la parte de las historias de los personajes. La más famosa es la narración sobre la vida de Viktorka, una mujer loca que vive en el bosque y sus días los pasa en el azud cantando y gritando. Viktorka era una chica guapa y alegre. Estaba comprometida con un chico rico, amable, que la amaba mucho. Pero un día vinieron los soldados al pueblo y a Viktorka la empezó a perseguir un hombre llamado "Soldado Negro". Al final, Viktorka se enamoró de él, canceló su compromiso y huyó de la casa. Pero el Soldado Negro la abandonó, dejándola en el pueblo embarazada. La mujer joven se volvió loca y se dice, que ahogó a su bebé recién nacido en el azud. 

## Personajes
- La abuela: La protagonista de la obra, sabia, amable y cuidadosa, ayuda a todos, creyente, tiene el respeto de todo el pueblo.
- Barunka: Nieta de la abuela, la mayor y la más responsable de los nietos, la representación biográfica de Božena Němcová (la autora de la obra).
- La princesa: Una aristócrata amable y agradable, ayuda a sus súbditos, un ejemplo típico de la idealización de la obra, un personaje „blanco“, aunque es noble, trata a la abuela como a sí misma, incluso permite a su hija que se case con un chico pobre.